# Diatréma

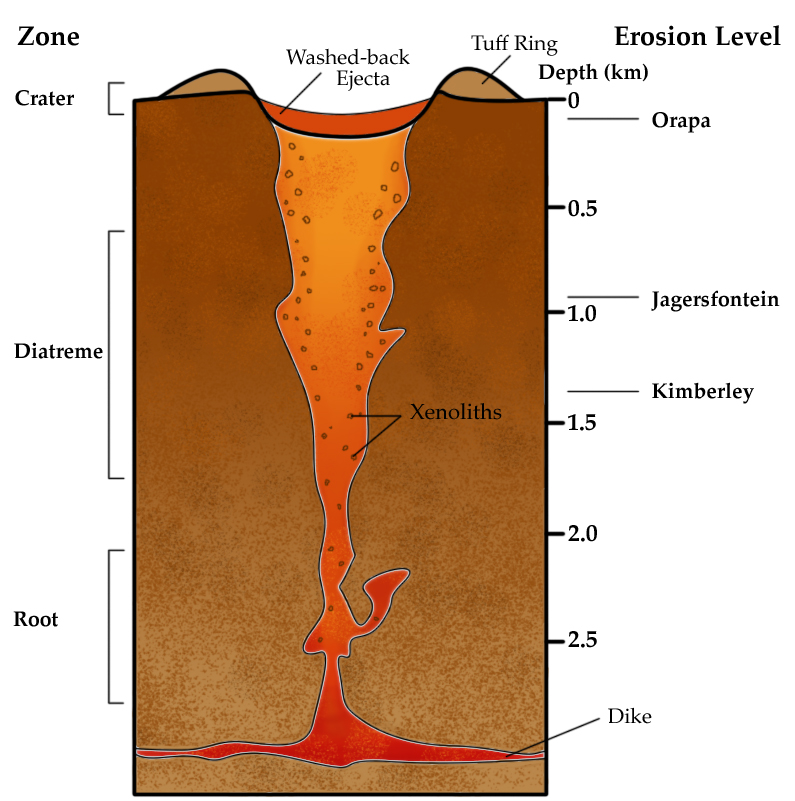
Schematický průřez sopouchem. Vpravo jsou vyznačeny nejznámější diatrémy a jejich hloubka

Diatréma je vulkanický přívodový kanál (lze použít též označení sopouch), který je vyplněný sopečnou brekcií. Diatréma vzniká explozivní erupcí. Na povrchu může mít její ústí podobu maaru.

## Původ názvu
Pojmenování diatréma pochází z řečtiny. Termín je složen z výrazů dia = skrz a trema = otvor, díra.

## Charakteristika
Přívodový kanál, vzniklý explozí sopečných plynů, má nálevkovitý tvar. Jeho ústí má kruhový nebo oválný průřez, průměr diatrémy je zpravidla do 1 kilometru. Diatréma není uvnitř vyplněna magmatem, nýbrž vulkanickou brekcií. Je to způsobeno tím, že při výbuchu sopečných plynů je takto vzniklý sopouch zaplněn úlomky hornin z jeho stěn. Tento materiál je obvykle tvořen bazalty, tufy, kimberlity a limburgity, případně i sedimentárními horninami.

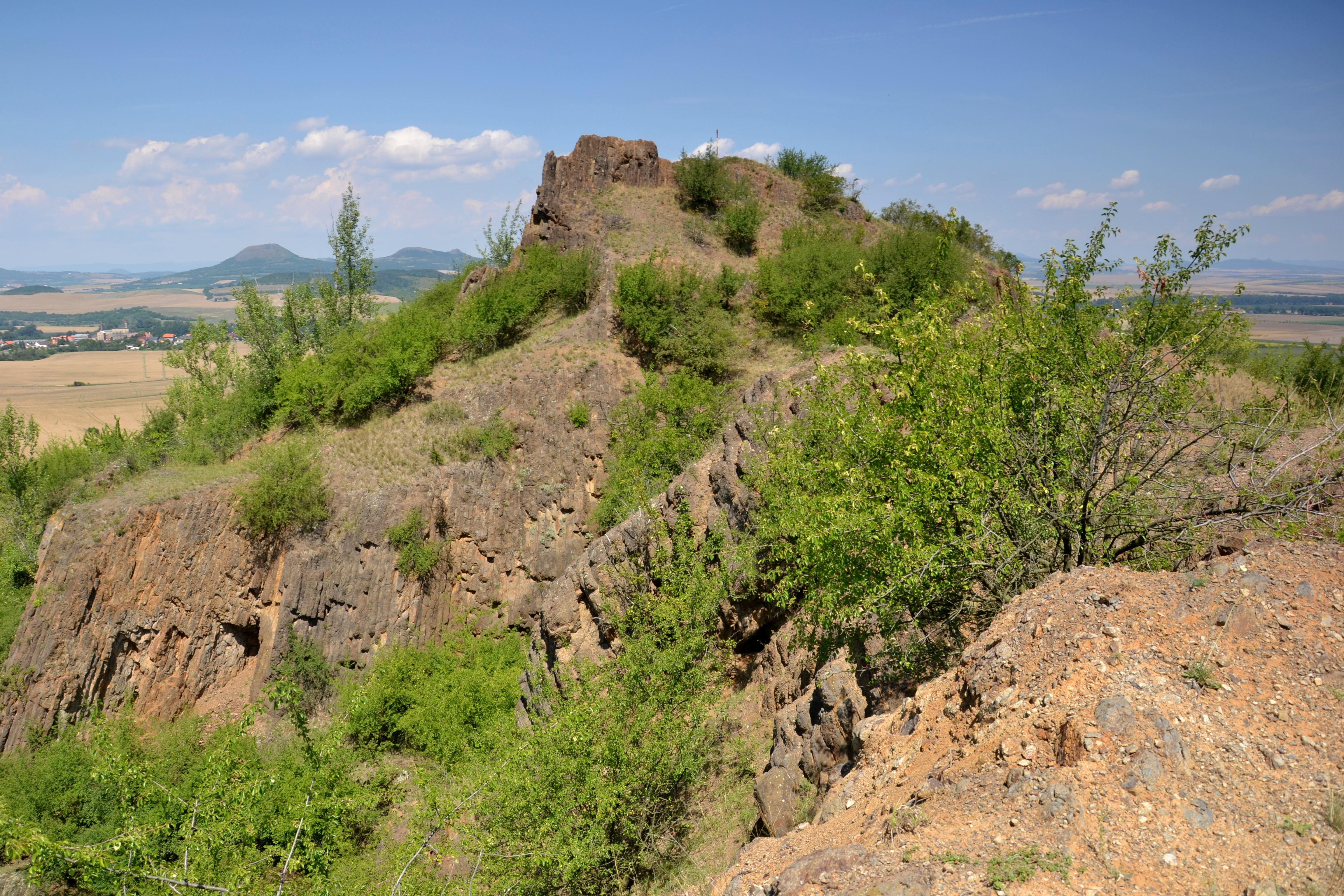
Blšanský chlum u Loun

## Diatrémy ve světě
S diatrémami se lze setkat na všech kontinentech. Diatrémy jsou příznačné pro třetihorní sopečná pole ve střední Evropě. Klasickým regionem čtvrtohorních maarových diatrém na evropském kontinentě je oblast západního Eifelu v Německu nebo sopečné pole Chaîne des Puys ve francouzské Auvergni.

### Naleziště diamantů
Mezi diatrémy, obsahující kimberlitové brekcie, patří známá naleziště diamantů, jako jsou Kimberley a Jagersfontein v Jihoafrické republice, Orapa v Botswaně či Udačnaja v ruském Jakutsku. Jedním z největších kimberlitových sopouchů, obsahujících diamanty, je Mwadui v severní Tanzanii (důl Williamson Diamond Mine). Počet ve světě objevených kimberlitových lokalit je cca 1500, z nichž 8–10 % obsahuje diamanty. Diamanty lze nalézt též v lamproitových diatrémách, avšak z celkového objemu pravděpodobných zásob diamantů ve světě představují tato naleziště jen zhruba 10%. Naleziště diamantů v lamproitech bylo poprvé objeveno v roce 1976 v Západní Austrálii. Posléze bylo zjištěno, že zdejší Důl Argyle má největší zásoby diamantů na světě. Lamproitová ložiska se vyskytují i mimo Austrálii – například v Brazílii nebo v Karélii a na poloostrově Kola v Ruské federaci.

### Nově vznikající diatrémy
K poslední známé explozívní erupci ve 20. století a vzniku maarových diatrém došlo v letech 1977 a 1978 v oblasti Aleutských ostrovů (Aljaška, USA). Při první erupci, trvající 3 a 8 dní, vznikly dva otvory, nazývané Maary Ukinrek (Ukinrek Maars), při druhé se vytvořil maar Westdahl.

## Galerie

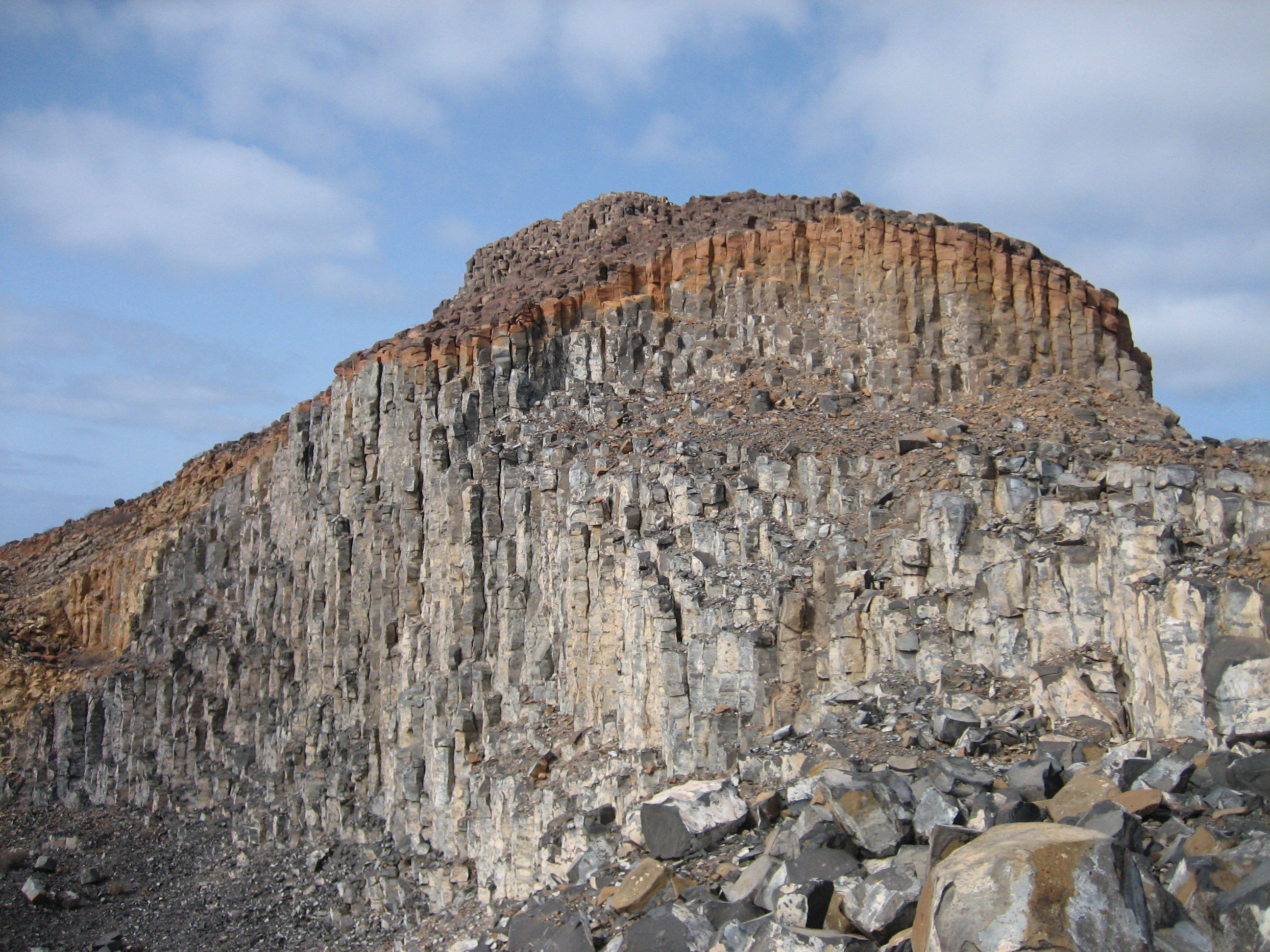
Diatréma Morrinho de Açúcar, Kapverdy
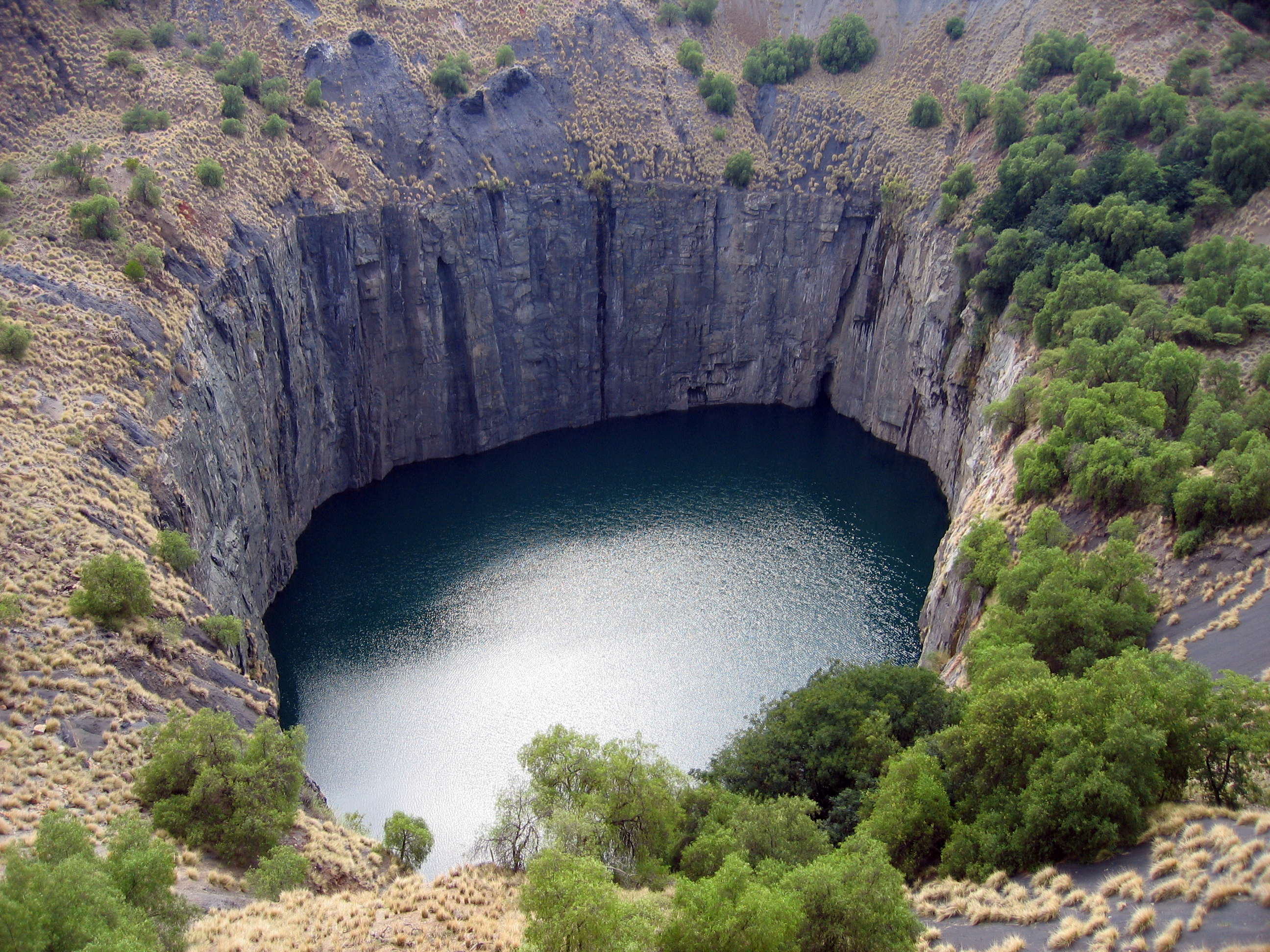
Diamantový důl Big Hole, Kimberley, JAR
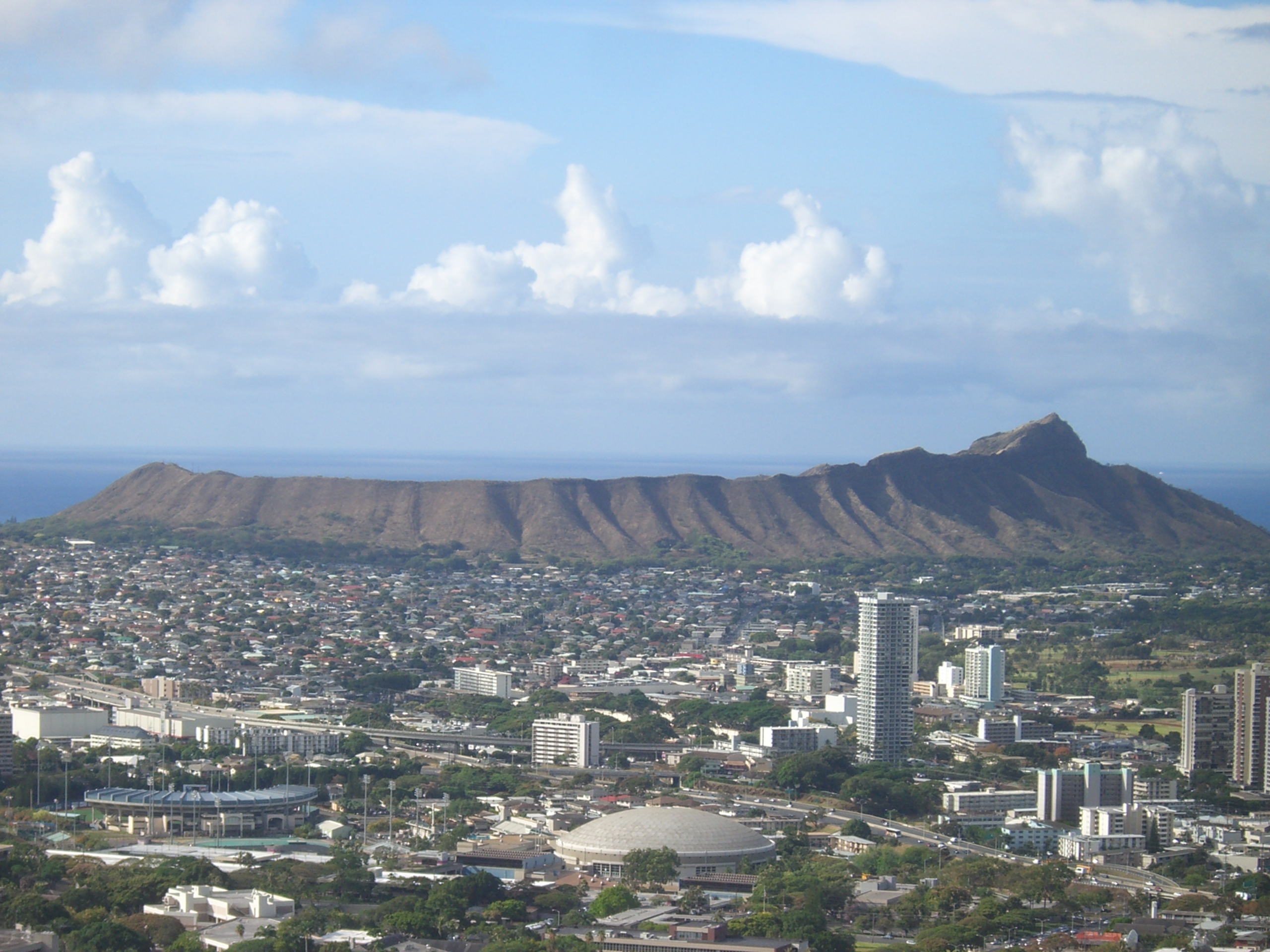
Kráter Diamond Head, ostrov Oahu, Havaj, USA
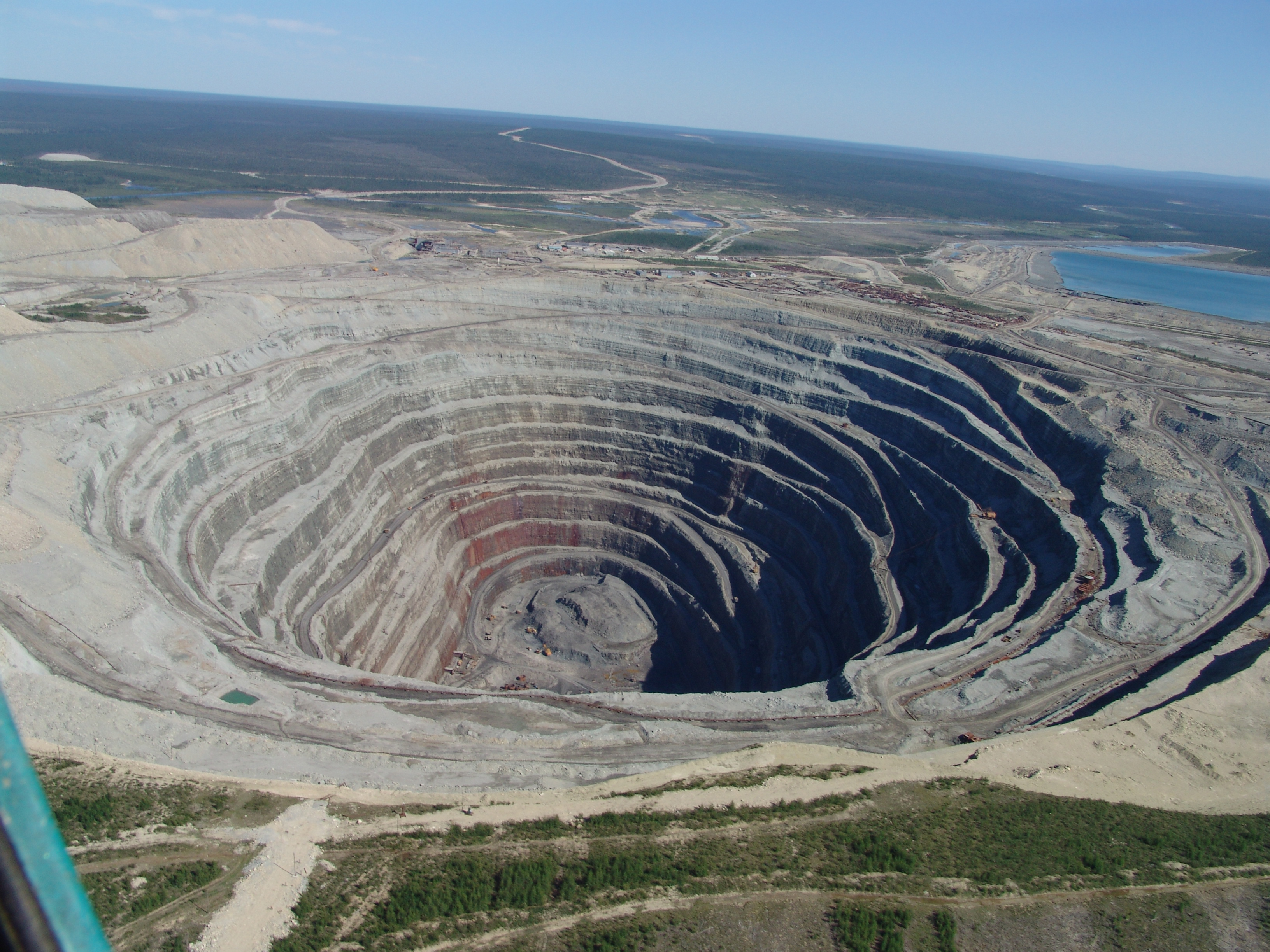
Důl Udačnaja v Jakutsku, Ruská federace
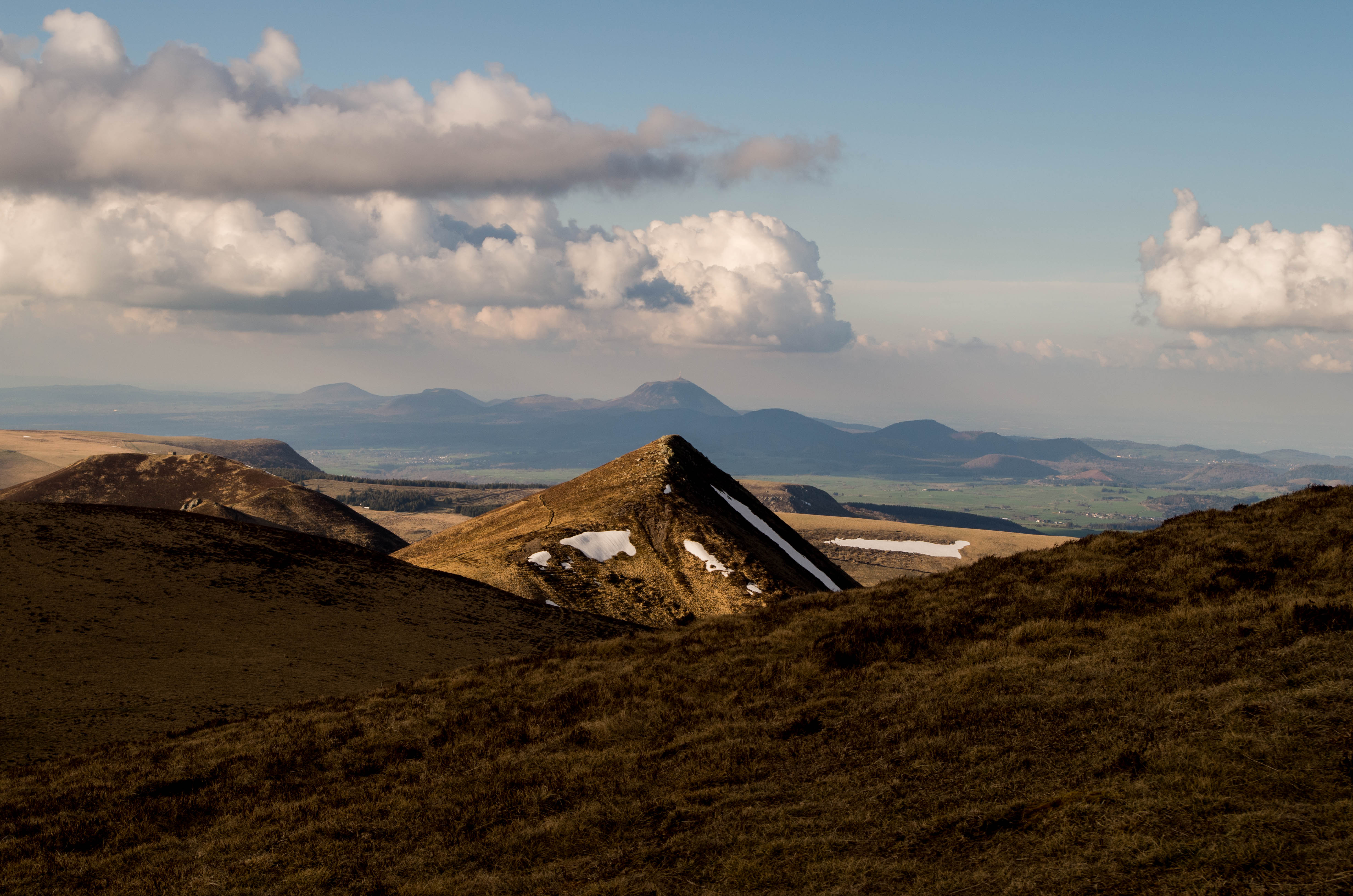
Chaîne des Puys ve francouzské Auvergni